# Alitalia-Flug 404
Alitalia-Flug 404 war ein Linienflug der Alitalia von Mailand nach Zürich, auf dem eine Maschine vom Typ McDonnell Douglas DC-9-32 am 14. November 1990 beim Landeanflug auf den Flughafen Zürich verunglückte. Alle 46 Menschen an Bord kamen ums Leben.

## Fluggerät
Die DC-9-32 war zum Zeitpunkt des Unfalls 16,3 Jahre alt und hatte 33.886 Flugstunden absolviert. Es handelte sich um das Flugzeug mit dem Kennzeichen I-ATJA, welches sich zuvor im Besitz der italienischen ATI (Aero Trasporti Italiani) befand.

## Verlauf des Unfalls
Das ILS-Kreuzzeigerinstrument des Kapitäns war defekt und zeigte, obwohl die Maschine 300 Höhenmeter zu tief lag, während des gesamten Endanfluges auf RWY 14 des Zürcher Flughafens eine zentrierte Gleitweganzeige, das heisst den idealen Anflugweg. Das ILS-Instrument des Copiloten funktionierte korrekt und zeigte den zu tiefen Anflug an. Der Kapitän entschied sich jedoch fatalerweise – ohne ausreichende Fehleranalyse –, das korrekte Werte liefernde Gerät zu ignorieren sowie den Tower von Zürich-Kloten nicht über die Differenz zu informieren. Ein vom Copilot kurz vor dem Aufprall eingeleitetes Durchstartmanöver wurde auf Anweisung des Kapitäns abgebrochen. So kam es schließlich südlich von Weiach im Gebiet Surgen auf einer Höhe von ca. 530 m ü. M. zum Aufprall auf den Haggenberg (nördlicher Ausläufer des Stadlerbergs), wobei alle 40 Passagiere und die sechs Besatzungsmitglieder ums Leben kamen.

## Flugunfalluntersuchung
Die Unfalluntersuchung ergab eine Kette von Fehlern, die aufeinander aufbauend letztendlich zum Unfall führten:
- Das Flugzeug verfügte über ein Verarbeitungssystem des ILS-Signals, bei dem das Ausgangssignal nicht überwacht wird – und so die Piloten nicht vor einer Fehlfunktion warnt. Erschwerend kam hinzu, dass die Cockpitinstrumente bei einem Ausfall dieses Systems den Piloten immer einen korrekten ILS-Gleitpfad anzeigen, unabhängig davon, ob dies der Fall ist.

- Der Flugzeughersteller McDonnell Douglas hatte die Fluggesellschaften 6 Jahre zuvor über diesen Umstand informiert, diese Information gelangte jedoch nie zu den Alitalia-Piloten von Flug 404.

- Der Fluglotse hatte in einer Phase erhöhter Arbeitsbelastung durch hohes Verkehrsaufkommen übersehen, dass die Maschine laut Radar zu tief flog.

- Die Piloten funktionierten nicht als Team, der erfahrene Flugkapitän ließ seinen relativ unerfahrenen Ersten Offizier als steuernden Piloten ständig eine Hierarchie spüren, korrigierte ihn laufend und verstärkte damit dessen Unsicherheit. Das gipfelte darin, dass er dessen Bedenken hinsichtlich des ILS-Gleitpfades ignorierte und ein von ihm eingeleitetes Durchstartmanöver, welches den Unfall verhindert hätte, abbrach.

- Letztendlich fanden die Ermittler heraus, dass auch das Bodenannäherungs-Warnsystem der Maschine nicht funktioniert, wenn das Verarbeitungssystem des ILS-Signals ausgefallen ist. Die Piloten wurden daher nicht auf den drohenden Aufprall hingewiesen.

## Folgen

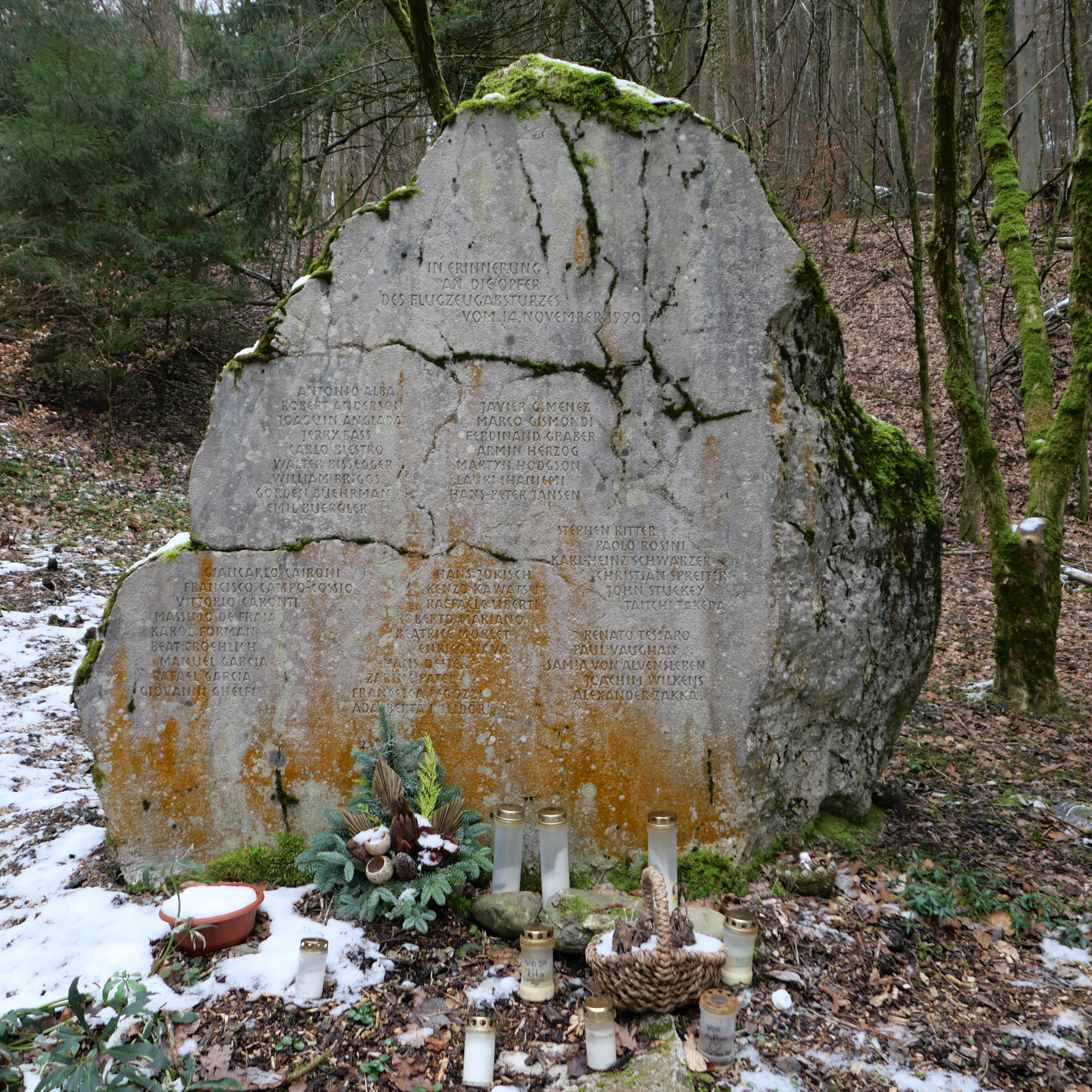
Der Gedenkstein auf 513 m ü. M.

Die Verkettung der unglücklichen Umstände führte zu Empfehlungen der Flugunfall-Untersuchungskommission. Unter anderem wurden verbesserte Verfahrensregeln zwischen den beiden Piloten im Landeanflug eingeführt sowie Hinweise auf Möglichkeiten von Fehlablesungen des Höhenmessers gegeben. Zudem wurde der Betrieb nicht überwachter ILS-Verarbeitungsgeräte untersagt. Vor allem jedoch wurden die Betriebsvorschriften dahingehend ergänzt, dass ein eingeleitetes Durchstartmanöver nicht mehr abgebrochen werden darf.
Auf dem Stadlerberg wurde eine Hindernisbefeuerung installiert. 1993 richtete Swisscontrol auf den Flughäfen von Zürich und Genf ein Warnsystem ein, das die Fluglotsen warnt, wenn ein bereits im Instrumentenlandesystem eingefädeltes Flugzeug zu tief fliegt.

## Denkmal
An einer Forststrasse im Wald erinnern ein Gedenkstein und ein Holzkreuz an die 46 Opfer des Flugzeugabsturzes.

## Dokumentation
- Alitalia Flug 404 – Hintergründe einer Flugzeugkatastrophe. In: SRF DOK, 1992, 52 Min. (YouTube).
- Mayday: Alarm im Cockpit – Ein versteckter Fehler. In: National Geographic Deutschland, YouTube, 44 Min.